# Brachymenium huonii
Brachymenium huonii är en bladmossart som beskrevs av T. Koponen och J.C. Norris 1985. Brachymenium huonii ingår i släktet Brachymenium och familjen Bryaceae. Inga underarter finns listade i Catalogue of Life.